# 2003년 12월
| 2003년: 1월 · 2월 · 3월 · 4월 · 5월 · 6월 · 7월 · 8월 · 9월 · 10월 · 11월 · 12월 |

| <          | 2003년 12월 | 2003년 12월  | 2003년 12월 | 2003년 12월 | 2003년 12월 | >          |
| 일         | 월          | 화           | 수          | 목          | 금          | 토         |
|            | 1 11.8 무신 | 2 9 기유     | 3 10 경술   | 4 11 신해   | 5 12 임자   | 6 13 계축  |
| 7 14 갑인  | 8 15 을묘   | 9 16 병진    | 10 17 정사  | 11 18 무오  | 12 19 기미  | 13 20 경신 |
| 14 21 신유 | 15 22 임술  | 16 23 계해   | 17 24 갑자  | 18 25 을축  | 19 26 병인  | 20 27 정묘 |
| 21 28 무진 | 22 29 기사  | 23 12.1 경오 | 24 2 신미   | 25 3 임신   | 26 4 계유   | 27 5 갑술  |
| 28 6 을해  | 29 7 병자   | 30 8 정축    | 31 9 무인   |             |             |            |

| - 12월 2일 - 장효희 편집하기 |

## 2003년12월 31일
- 대구 지하철 화재 참사 이후 10개월 만에 중앙로역이 복구 공사 완료와 동시에 영업 재개하다.

## 2003년12월 26일
- 이란의 밤 근처에서 일어난 지진으로 도시의 90%가 파괴되고 4만여 명의 사상자가 발생하다.

## 2003년12월 25일
- 베냉의 코토누(fr)에서 이륙중이던 보잉 727형 비행기가 추락하여 130명이 사망하고 10명이 실종되다. 생존자는 21명이다.

## 2003년12월 24일
- 폭탄을 설치하려던 ETA의 조직원들이 체포되다.

## 2003년12월 19일
- 리비아가 대량살상무기(WMD) 포기를 발표하다.

## 2003년12월 17일
- 이란이 핵 확산 금지 조약에 서명하다.

## 2003년12월 16일
- 파키스탄의 페르베즈 무샤라프 대통령이 라왈핀디 근처의 자택에서 테러를 당했으나 부상만 당하였다.

## 2003년12월 13일
- 이라크 전쟁: 사담 후세인 전 이라크 대통령이 체포되다.

## 2003년12월 11일
- 발레리 지스카르 데스탱이 레오폴 세다르 상고르의 사망 이후 비어 있던 아카데미 프랑세즈의 빈 자리를 메울 회원으로 선출되다(34표 중 19표 획득).

## 2003년12월 7일
- 이을용 선수가 축구경기 도중 중국선수 뒤통수를 손바닥으로 때리는 사건이 발생하여 퇴장당하였다. (을용타)

## 2003년12월 5일
- 북캅카스에서 일어난 자살 폭탄 테러로 42명이 사망하고 150명이 부상하다.